# 方熊祥
方熊祥，清朝政治人物。
方熊祥曾于光绪二年接替刘国光任兴化府知府一职，光绪四年由孙寿铭接任。